# Skrzydła Tatewu
Skrzydła Tatewu (orm. Տաթևի թևեր, Tatewi tewer) – najdłuższa na świecie jednosekcyjna kolej linowa, o największej odległości między sąsiednimi punktami podparcia liny. Otwarta 16 października 2010 i wpisana do księgi rekordów Guinnessa. Znajduje się w południowej Armenii, w prowincji Sjunik, niedaleko miasta Goris.
Prace nad stworzeniem kolei rozpoczęto w roku 2009, a podpisanie umowy na budowę zawarto w Erywaniu w lipcu tego samego roku. Budowa kolei była częścią trzyletniego programu „Odnowy i rewitalizacji Tatewu”, mającego na celu kontynuację przerwanych prac remontowych w klasztorze, a w wiosce Tatew wskrzeszenie dawnego rzemiosła i rozwój turystyczny miejscowości. Projektantem i wykonawcą było austriacko-szwajcarskie przedsiębiorstwo Doppelmayr Garaventa Group. Budowa kosztowała 18 mln dolarów, przy czym większość funduszy pochodziła od prywatnych darczyńców a projektem nadzorowała fundacja National Competitiveness Foundation of Armenia. Oficjalne otwarcie miało miejsce 16 października 2010, a w ceremonii uczestniczyli m.in. prezydent Armenii Serż Sarkisjan oraz Katolikos Wszystkich Ormian Karekin II Nersisjan, którzy byli pierwszymi pasażerami kolei. Na terenie kompleksu klasztornego Tatew miała miejsce ceremonia poświęcenia „Skrzydeł Tatewu”, którego dokonał katolikos.
Kolej o długości 5752 m jest obsługiwana przez trzy wieże znajdujące się między dwiema stacjami. Pierwsza stacja znajduje się na wzgórzu w okolicy wsi Halidzor, druga zaś znajduje się tuż przy klasztorze Tatew. W związku z tym kolej łączy dwie krawędzie kanionu i wąwozu rzeki Worotan. Z wagoników rozciąga się widok na panoramę całego regionu, a przy słonecznej pogodzie można dostrzec szczyty Gór Karabaskich.
Kolej porusza się z prędkością 37 km na godzinę, a podróż w jedną stronę trwa 11 minut. W najwyższym punkcie nad wąwozem liny utrzymujące wagonik znajdują się na wysokości 320 m nad ziemią. Dwa przeciwważące się wagoniki kursują jednocześnie, a każdy może zabrać do 25 pasażerów.
„Skrzydła Tatewu” czynne są w godz. 10-18 prócz poniedziałków.

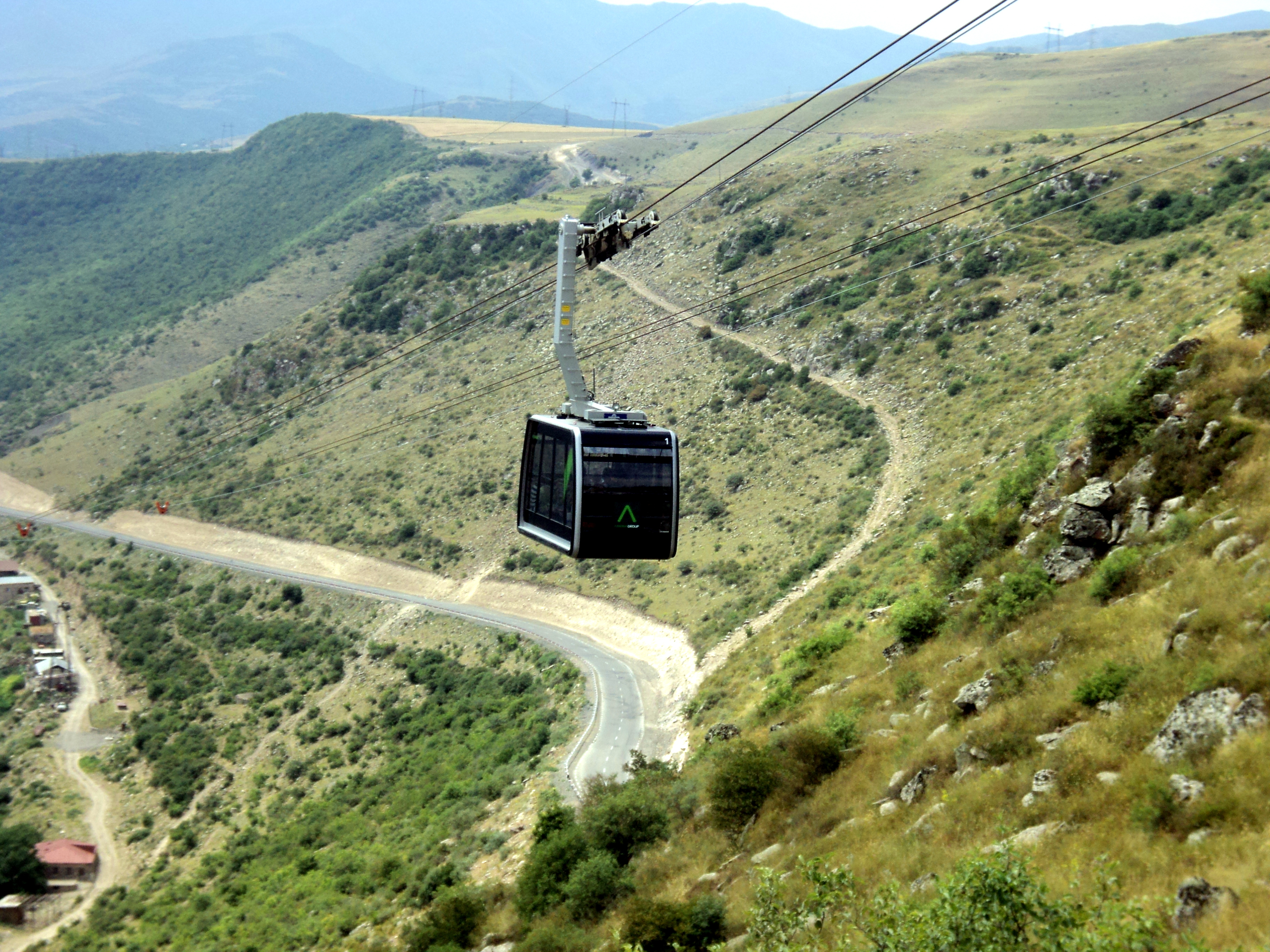
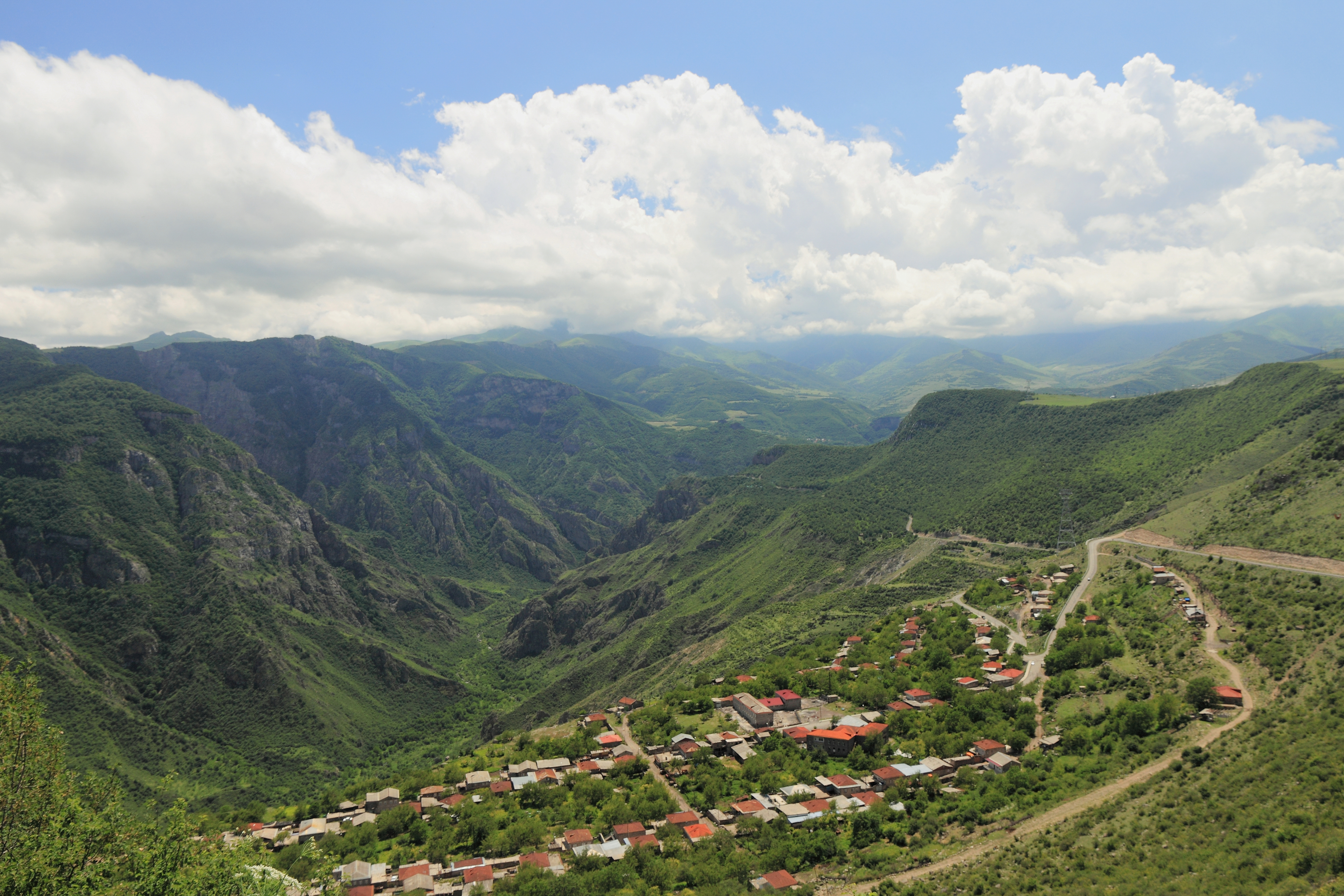
Widok na wioskę Halidzor
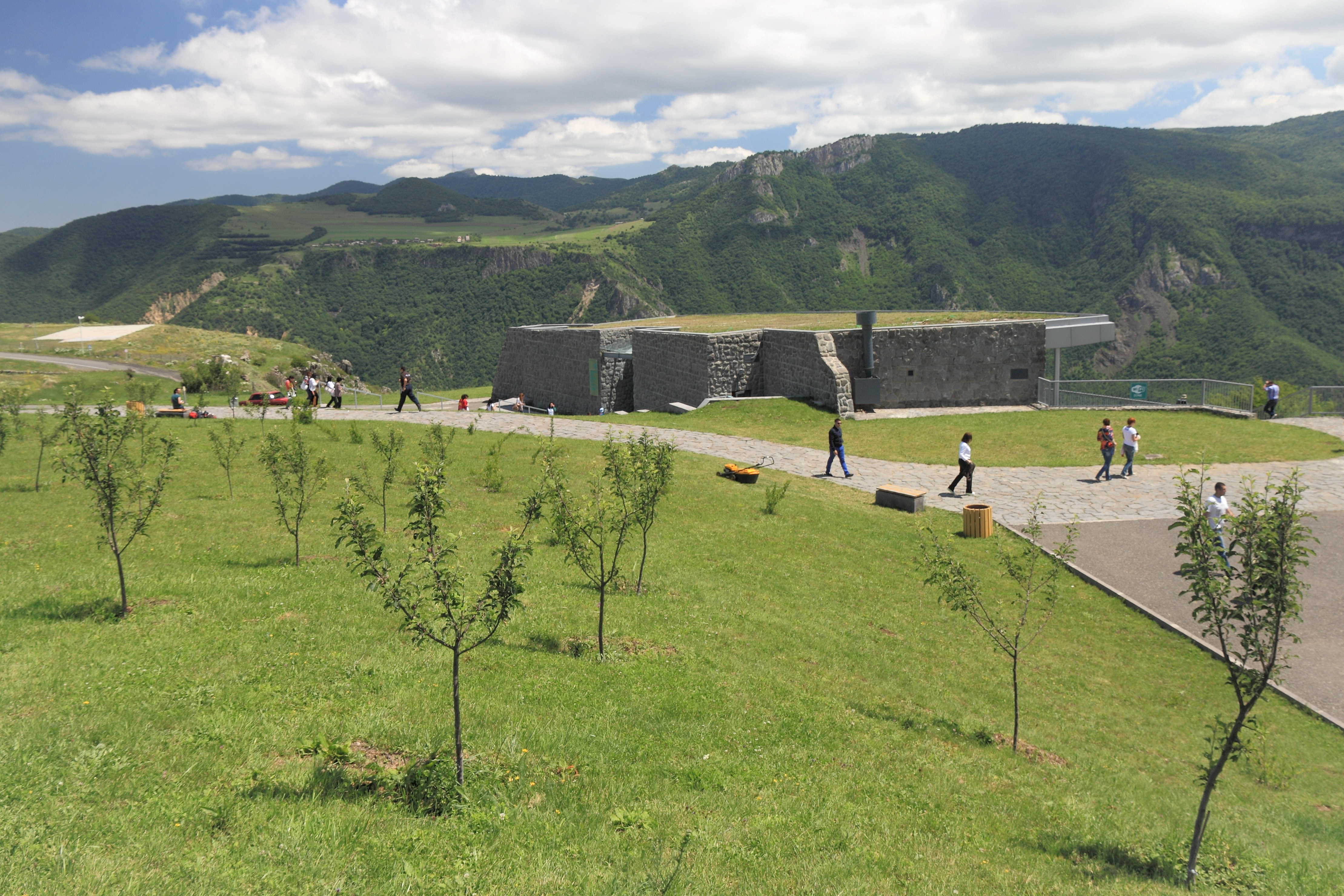
Budynek mieszczący biuro, kasę biletową, restaurację i WC
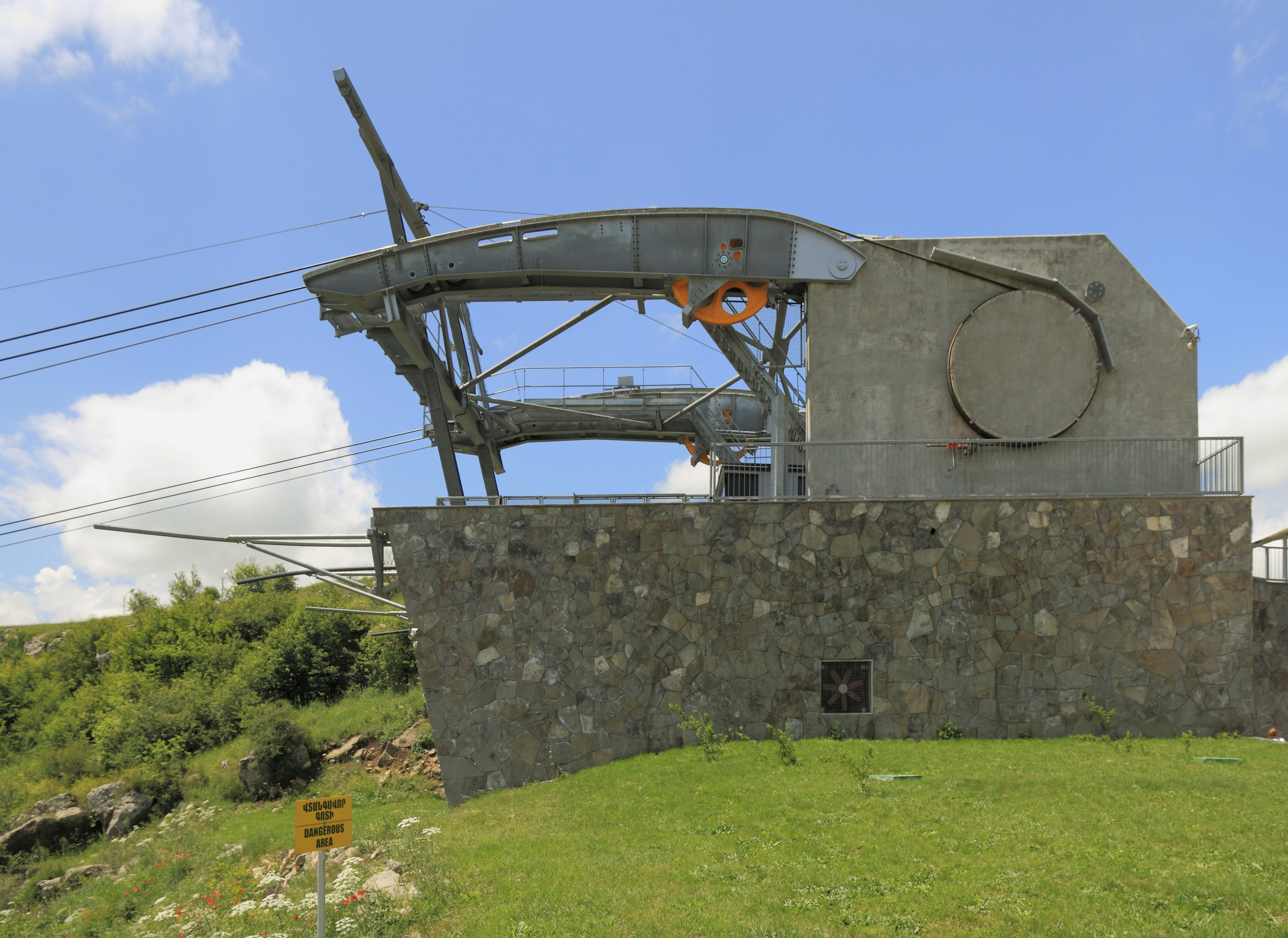
Dolna stacja
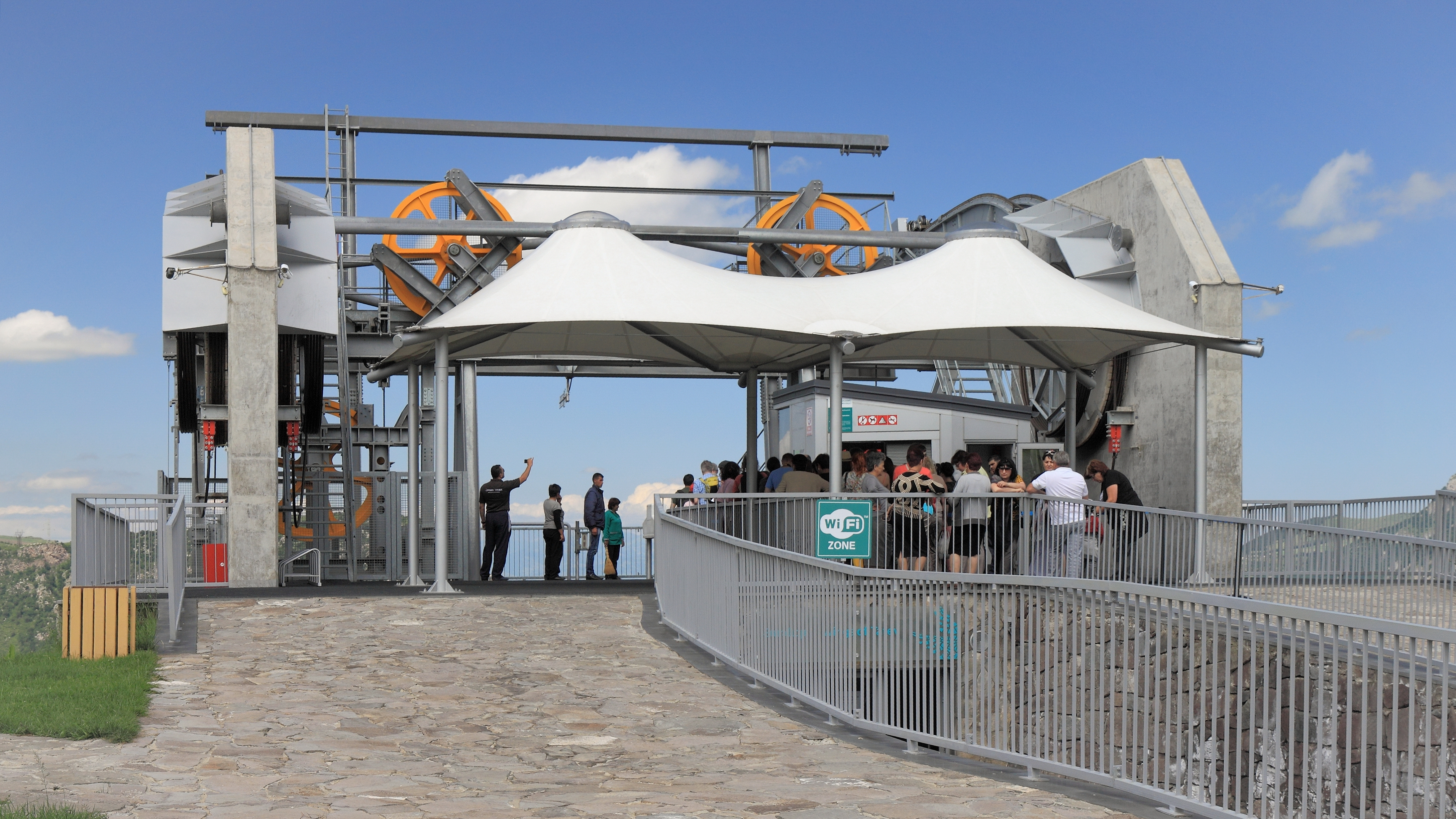
Górna stacja
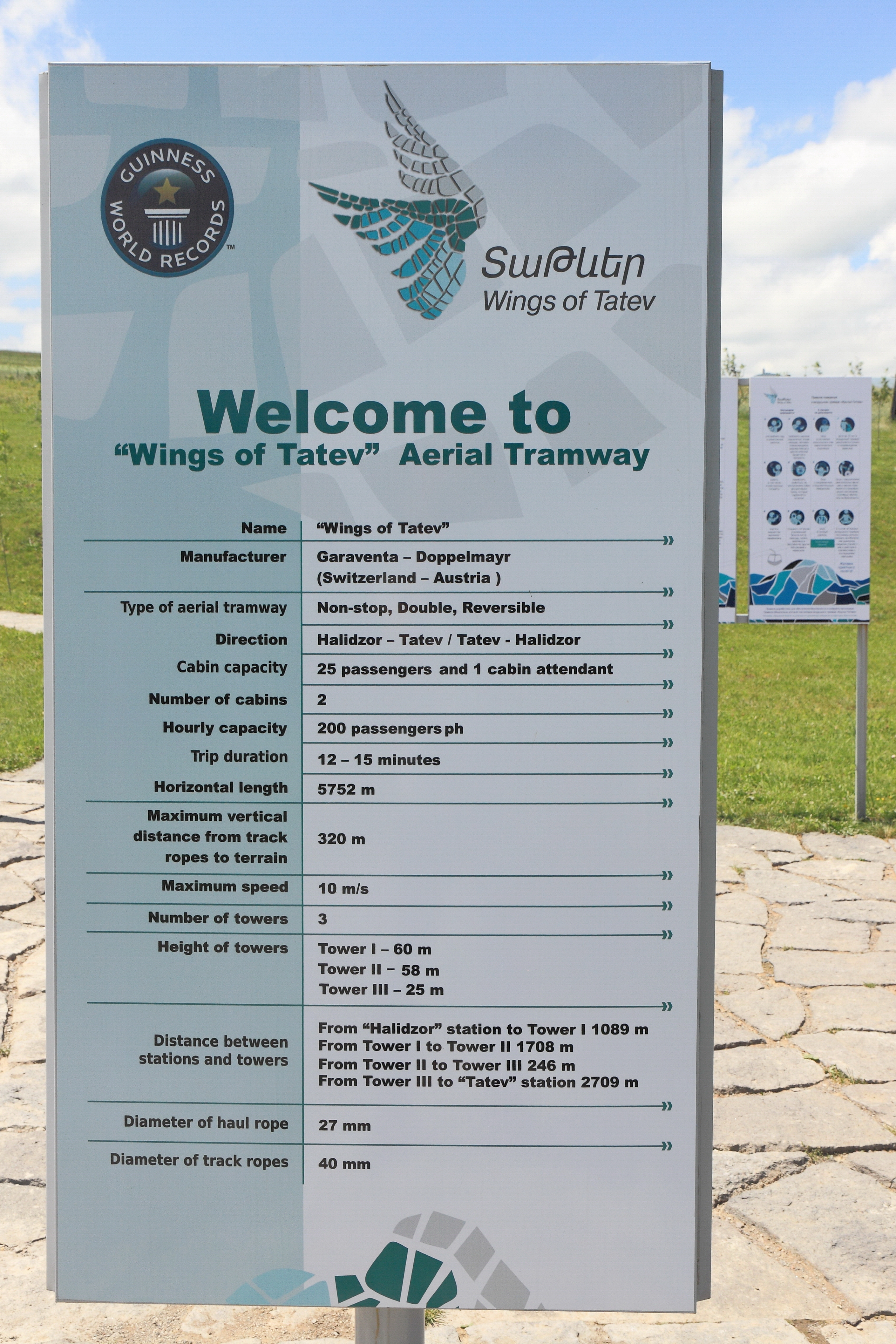
Informacje